# Öykü Gürman

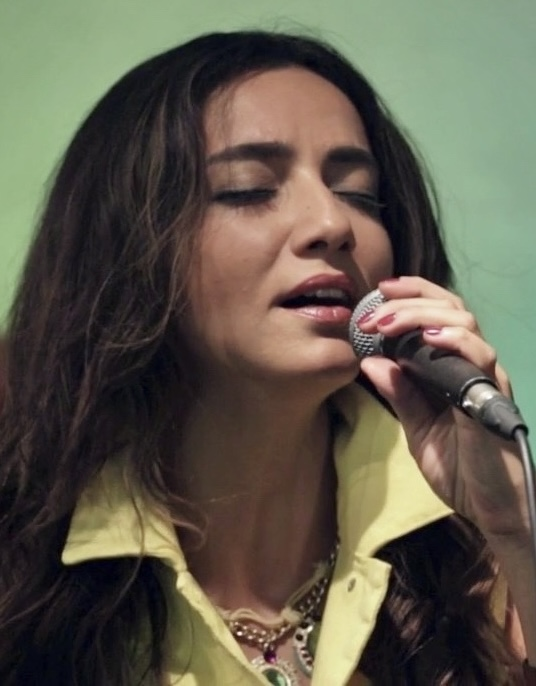
Öykü Gürman, 2014

Öykü Gürman (* 4. August 1982 in Istanbul) ist eine türkische Filmschauspielerin
und Sängerin.

## Leben und Karriere
Gürman wurde am 4. August 1982 in Istanbul geboren. Sie studierte an der İstanbul Teknik Üniversitesi Geige und Gesang.
Im Jahr 2007 wurden sie und ihr Bruder Berk bekannt, nachdem sie ein Video von sich auf YouTube veröffentlichten, in dem sie das Lied Evlerinin Önü Boyalı Direk vortrugen. Es wurde im Jahr 2008 bei den Altın Kelebek Awards zum Song des Jahres gekürt.
Anschließend folgte das erste Album des Duos namens Kısmet, das zehn Songs beinhaltete. Zwei Jahre später erschien das zweite Album İki Arada. Im Jahr 2010 beendeten Öykü und Berk das Duo und entschieden sich für eine Solokarriere. Seit 2014 nehmen beide wieder gemeinsame Songs auf. In den Jahren 2011 und 2015 veröffentlichte Gürman jeweils ein Solo-Album. Sie arbeitete in ihrer bisherigen Musikkarriere mit bekannten Sängern wie Müslüm Gürses, Yavuz Bingöl oder Tuna Kiremitçi zusammen.
Im Jahr 2020 nahm sie an dem ABU Radio Song Festival mit dem Song Bir Sözüne teil.
Ihr Schauspiel-Debüt gab sie 2014 in der Fernsehserie Panzehir. Ihren Durchbruch hatte Gürman 2018 in Sen Anlat Karadeniz. Seit 2022 spielt sie in der Serie Alparslan: Büyük Selçuklu mit.

## Diskografie

### Alben
- 2007: Kısmet (mit Berk Gürman)
- 2009: İki Arada (mit Berk Gürman)
- 2011: Bir Başka
- 2015: Rüya Bitti

### Livealben
- 2020: Akustik, Vol. 1

### Singles
| - 2007: Evlerinin Önü Boyalı Direk (mit Berk Gürman) - 2008: Leyla (mit Berk Gürman) - 2008: Aman Geze Geze (mit Berk Gürman) - 2009: Seni Ben Unutmak İstemedim ki (mit Berk Gürman) - 2009: Geceler Düşman (mit Berk Gürman) - 2010: Gönül Arsızı (mit Berk Gürman) - 2010: Yalan Dünya (mit Müslüm Gürses) - 2011: Yalan Gözlerin - 2011: Adı Yok Hala - 2011: Bırak Güneş Yüzüne Değsin - 2012: Değişmem (mit Badem) - 2013: Mühür (mit Ayhan Günyıl) - 2013: Kasımpaşalıyım (mit Ayhan Günyıl) - 2013: Ne Olur Bir Sabah (mit Rutkay Aziz) - 2014: Merhaba (mit Yavuz Bingöl) - 2014: Beni Anlamadın Ya (mit Berk Gürman) - 2014: Nem Alacak Felek Benim - 2014: Kınıfır Bed Renk Olur - 2015: Canevi - 2016: Kaderimsin (mit Murat Evgin) - 2017: Efsane - 2017: İyi Şeyler (mit Tuna Kiremitçi) | - 2017: Nankör Kedi (mit Berk Gürman) - 2017: Şaka Yaptım (mit Berk Gürman) - 2018: Kül Oldum - 2018: Oy Beni Vurun Vurun - 2018: Düşün Beni - 2019: Kadının Ben Olayım (mit Berk Gürman) - 2019: Neredesin Sen (mit Berk Gürman) - 2019: Ay Işığı (mit Koliva) - 2020: Deniz Gözlüm - 2020: Yine Sevenler Sevsin - 2020: Bir Sözüne - 2021: Nació la Luna (mit Berk Gürman) - 2021: Unutuldum Mu Yani (mit Berk Gürman) - 2022: Ayaz Geceler - 2023: Acıyı Bırak - 2023: Gel Habibi/Dibújame (mit Berk Gürman & Kiké Cruz) - 2024: Ey Halimi Soranım - 2024: Bi Sana (mit Burak King) - 2024: Ah Be Hayat - 2024: Bu Dağlar Kömürdendir - 2025: Kara Sevda (mit Alper Kul) - 2025: Öderim Bedeli |

## Filmografie
- 2004: Türkü Filmi
- 2014: Panzehir
- 2014: Urfalıyım Ezelden
- 2015: Aşk Zamanı
- 2018–2019: Sen Anlat Karadeniz
- 2020: Gel Dese Aşk
- 2021: Bayram Şekeri
- 2022: Bandırma Füze Kulübü
- seit 2022: Alparslan: Büyük Selçuklu

## Auszeichnungen
- 2008: Altın Kelebek Award in der Kategorie Song des Jahres (für Evlerinin Önü Boyalı Direk)
- 2008: Kral Türkiye Müzik Award in der Kategorie Beste Newcomer-Gruppe (als Öykü & Berk)